# Oakdale (Nebraska)
Oakdale és una població dels Estats Units a l'estat de Nebraska. Segons el cens del 2000 tenia 345 habitants.

## Demografia
Segons el cens del 2000, Oakdale tenia 345 habitants, 140 habitatges, i 97 famílies. La densitat de població era de 256,2 habitants per km².
Dels 140 habitatges en un 31,4% hi vivien nens de menys de 18 anys, en un 60% hi vivien parelles casades, en un 6,4% dones solteres, i en un 30,7% no eren unitats familiars. En el 29,3% dels habitatges hi vivien persones soles el 14,3% de les quals corresponia a persones de 65 anys o més que vivien soles. El nombre mitjà de persones vivint en cada habitatge era de 2,46 i el nombre mitjà de persones que vivien en cada família era de 2,97.
Per edats la població es repartia de la següent manera: un 26,4% tenia menys de 18 anys, un 5,5% entre 18 i 24, un 24,1% entre 25 i 44, un 25,8% de 45 a 60 i un 18,3% 65 anys o més.
L'edat mediana era de 41 anys. Per cada 100 dones de 18 o més anys hi havia 104,8 homes.
La renda mediana per habitatge era de 27.500 $ i la renda mediana per família de 30.139 $. Els homes tenien una renda mediana de 22.917 $ mentre que les dones 20.469 $. La renda per capita de la població era d'11.979 $. Aproximadament el 9,3% de les famílies i el 13,9% de la població estaven per davall del llindar de pobresa.

## Poblacions més properes
El següent diagrama mostra les poblacions més properes.